# Kōshū
Kōshū (jap. 甲州市 Kōshū-shi) – miasto w Japonii na głównej wyspie Honsiu w prefekturze Yamanashi.

## Położenie
Miasto leży we wschodniej części prefektury nad rzeką Fuefuki, graniczy z:
- Ōtsuki
- Yamanashi
- Fuefuki
- Chichibu (prefektura Saitama)

oraz kilkoma miasteczkami i wsiami.

## Historia
Miasto powstało 1 listopada 2005 roku.

## Transport

### Kolejowy
Przez miasto przebiega główna magistrala JR Chūō.

### Drogowy
- Autostrada Chūō
- Drogi krajowe nr 20, 140, 411.

## Miasta partnerskie
- Francja: Beaune
- Chiny: Turfan